# 情報評估
情報評估是指人們根据公开和秘密的信息，例如公开来源情报以及信号情报來制定行动和决策方案並將其提供給政府、軍隊以及公司的领导层。